# William Turton
William Turton (Gloucestershire, 21 maggio 1762 – Bideford, 28 dicembre 1835) è stato un naturalista britannico.

## Biografia
Turton nacque a Olveston, nel Gloucestershire, e venne educato all'Oriel College, ad Oxford. Incominciò a praticare a Swansea, ma dedicò il suo tempo libero alla storia naturale, soprattutto alla conchiliologia. Pubblicò alcuni libri illustrati sulle conchiglie ed una traduzione dell'edizione di Gmelin del Systema Naturae di Linneo nel 1806.
Turton morì a Bideford. La sua collezione di conchiglie si trova ora alla Smithsonian Institution.
Il genere di bivalvi Turtonia venne chiamato così in suo onore.